# Brevipalpus persicanus
Brevipalpus persicanus är en spindeldjursart som beskrevs av Chaudhri, Akbar och Rasool 1974. Brevipalpus persicanus ingår i släktet Brevipalpus och familjen Tenuipalpidae. Inga underarter finns listade.